# Tom Nijssen
Tom Nijssen (Maastricht, Països Baixos, 1 d'octubre de 1964) és un tennista neerlandès especialista en la categoria de dobles. Els seus èxits més destacats van ser dos títols de Grand Slam en categoria de dobles mixts junt a la seva compatriota Manon Bollegraf

## Torneigs de Grand Slam

### Dobles mixts: 4 (2−2)
| Resultat  | Núm. | Any  | Torneig       | Parella         | Oponents en la final                           | Marcador         |
| --------- | ---- | ---- | ------------- | --------------- | ---------------------------------------------- | ---------------- |
| Guanyador | 1.   | 1989 | Roland Garros | Manon Bollegraf | Arantxa Sánchez Vicario Horacio de la Peña     | 6−3, 6−7(3), 6−2 |
| Guanyador | 2.   | 1991 | US Open       | Manon Bollegraf | Arantxa Sánchez Vicario Emilio Sánchez Vicario | 6−2, 7−6(2)      |
| Finalista | 1.   | 1992 | US Open       | Helena Suková   | Nicole Provis Mark Woodforde                   | 6−4, 3−6, 3−6    |
| Finalista | 2.   | 1993 | Wimbledon     | Manon Bollegraf | Martina Navrátilová Mark Woodforde             | 3−6, 4−6         |

## Palmarès

### Dobles masculins: 25 (11−14)
| Llegenda (pre/post 2009)                                 |
| -------------------------------------------------------- |
| Grand Slams (0−0)                                        |
| Tennis Masters Cup / ATP Finals (0−0)                    |
| ATP Masters Series / ATP World Tour Masters 1000 (0−2)   |
| ATP International Series Gold / ATP World Tour 500 (3−2) |
| ATP International Series / ATP World Tour 250 (8−10)     |

| Títols per superfície |
| --------------------- |
| Dura (4−1)            |
| Gespa (0−0)           |
| Terra batuda (1−5)    |
| Moqueta (6−8)         |

| Resultat  | Núm. | Data                   | Torneig                  | Superfície   | Parella           | Oponents                        | Marcador      |
| --------- | ---- | ---------------------- | ------------------------ | ------------ | ----------------- | ------------------------------- | ------------- |
| Finalista | 1.   | 28 de juliol de 1986   | Hilversum, Països Baixos | Terra batuda | Johan Vekemans    | Miloslav Mečíř Tomáš Šmíd       | 4−6, 2−6      |
| Finalista | 2.   | 15 de juny de 1987     | Atenes, Grècia           | Terra batuda | Jaroslav Navrátil | Tore Meinecke Ricki Osterthun   | 2−6, 6−3, 2−6 |
| Finalista | 3.   | 27 de juliol de 1987   | Hilversum (2)            | Terra batuda | Johan Vekemans    | Wojtek Fibak Miloslav Mečíř     | 6−7, 7−5, 2−6 |
| Guanyador | 1.   | 19 d'octubre de 1987   | Tòquio, Japó             | Moqueta (i)  | Broderick Dyke    | Sammy Giammalva Jr Jim Grabb    | 6−3, 6−2      |
| Guanyador | 2.   | 22 de febrer de 1988   | Metz, França             | Moqueta (i)  | Jaroslav Navrátil | Rill Baxter Nduka Odizor        | 6−3, 6−7, 7−6 |
| Guanyador | 3.   | 10 d'octubre de 1988   | Tolosa, França           | Dura (i)     | Ricki Osterthun   | Mansour Bahrami Guy Forget      | 6−3, 6−4      |
| Finalista | 4.   | 17 d'octubre de 1988   | Frankfurt, Alemanya      | Moqueta (i)  | Jeremy Bates      | Rudiger Haas Goran Ivanišević   | 6−1, 5−7, 3−6 |
| Guanyador | 4.   | 21 de novembre de 1988 | Brussel·les, Bèlgica     | Moqueta (i)  | Wally Masur       | John Fitzgerald Tomáš Šmíd      | 7−5, 7−6      |
| Finalista | 5.   | 5 de febrer de 1990    | Milà, Itàlia             | Moqueta (i)  | Udo Riglewski     | Omar Camporese Diego Nargiso    | 4−6, 4−6      |
| Finalista | 6.   | 19 de febrer de 1990   | Stuttgart, Alemanya      | Moqueta (i)  | Michael Mortensen | Jakob Hlasek Guy Forget         | 3−6, 2−6      |
| Finalista | 7.   | 4 de febrer de 1991    | Milà (2)                 | Moqueta (i)  | Cyril Suk         | Omar Camporese Goran Ivanišević | 4−6, 6−7      |
| Finalista | 8.   | 1 d'abril de 1991      | Estoril, Portugal        | Terra batuda | Cyril Suk         | Paul Haarhuis Mark Koevermans   | 4−6, 6−7      |
| Guanyador | 5.   | 30 de setembre de 1991 | Tolosa (2)               | Dura (i)     | Cyril Suk         | Jeremy Bates Kevin Curren       | 4−6, 6−3, 7−6 |
| Guanyador | 6.   | 14 d'octubre de 1991   | Lió, França              | Moqueta (i)  | Cyril Suk         | Steve DeVries David Macpherson  | 7−6, 6−3      |
| Finalista | 9.   | 21 d'octubre de 1991   | Estocolm, Suècia         | Moqueta (i)  | Cyril Suk         | John Fitzgerald Anders Järryd   | 5−7, 3−6      |
| Guanyador | 7.   | 17 de febrer de 1992   | Stuttgart                | Moqueta (i)  | Cyril Suk         | John Fitzgerald Anders Järryd   | 6−3, 6−7, 6−3 |
| Guanyador | 8.   | 28 de setembre de 1992 | Basilea, Suïssa          | Dura (i)     | Cyril Suk         | Karel Nováček David Rikl        | 6−3, 6−4      |
| Finalista | 10.  | 12 d'cotubre de 1992   | Bolzano/Bozen, Itàlia    | Moqueta (i)  | Cyril Suk         | Anders Järryd Bent-Ove Pedersen | 1−6, 7−6, 3−6 |
| Finalista | 11.  | 8 de febrer de 1993    | Milà (3)                 | Moqueta (i)  | Cyril Suk         | Mark Kratzmann Wally Masur      | 6−4, 3−6, 4−6 |
| Guanyador | 7.   | 19 de juliol de 1993   | Stuttgart                | Terra batuda | Cyril Suk         | Gary Muller Piet Norval         | 7−6, 6−3      |
| Finalista | 12.  | 1 de novembre de 1993  | París, França            | Moqueta (i)  | Cyril Suk         | Byron Black Jonathan Stark      | 6−7, 4−6      |
| Guanyador | 10.  | 3 de gener de 1994     | Oahu, Estats Units       | Dura         | Cyril Suk         | Alex O'Brien Jonathan Stark     | 6−4, 6−4      |
| Guanyador | 11.  | 7 de febrer de 1994    | Milà                     | Moqueta (i)  | Cyril Suk         | Hendrik Jan Davids Piet Norval  | 4−6, 7−6, 7−6 |
| Finalista | 13.  | 8 d'abril de 1996      | Estoril (2)              | Terra batuda | Greg Van Emburgh  | Tomás Carbonell Francisco Roig  | 3−6, 2−6      |
| Finalista | 14.  | 12 de gener de 1998    | Auckland, Nova Zelanda   | Dura         | Jeff Tarango      | Patrick Galbraith Brett Steven  | 4−6, 2−6      |

### Dobles mixts: 4 (2−2)
| Resultat  | Núm. | Data                 | Torneig               | Superfície   | Parella         | Oponents                           | Marcador         |
| --------- | ---- | -------------------- | --------------------- | ------------ | --------------- | ---------------------------------- | ---------------- |
| Guanyador | 1.   | 29 de maig de 1989   | Roland Garros, França | Terra batuda | Manon Bollegraf | Arantxa Sánchez Horacio de la Peña | 6−3, 6−7(3), 6−2 |
| Guanyador | 2.   | 26 d'agost de 1991   | US Open, Estats Units | Dura         | Manon Bollegraf | Arantxa Sánchez Emilio Sánchez     | 6−2, 7−6(2)      |
| Finalista | 1.   | 31 d'agost de 1992   | US Open               | Dura         | Helena Suková   | Nicole Provis Mark Woodforde       | 6−4, 3−6, 3−6    |
| Finalista | 2.   | 26 de juliol de 1993 | Wimbledon, Regne Unit | Gespa        | Manon Bollegraf | Martina Navrátilová Mark Woodforde | 3−6, 4−6         |

## Trajectòria

### Dobles masculins
| Open d'Austràlia | A  | A  | A  | 2R | 3R | 1R | 1R | QF | 2R | QF | 1R | 1R | 3R | 1R  | 0 / 11 | 12 − 11 |
| Roland Garros | A  | 2R | 1R | 2R | 3R | 1R | QF | 2R | 2R | 3R | 1R | 1R | 2R | A   | 0 / 12 | 13 − 12 |
| Wimbledon | A  | A  | A  | 3R | 2R | 2R | 3R | 1R | 1R | QF | 1R | 3R | 2R | 1R  | 0 / 11 | 12 − 11 |
| US Open | A  | A  | A  | A  | 1R | A  | 1R | 3R | 3R | QF | 2R | 2R | 1R | A   | 0 / 8  | 9 − 8   |
| Rànquing a final d'any | 82 | 97 | 44 | 34 | 84 | 53 | 23 | 18 | 25 | 28 | 74 | 79 | 96 | 313 |        |         |
| Llegenda: G: Guanyador; F: Finalista; SF: Semifinalista; QF: Quarts de final; Q: Qualificació; A: Absent; RR: Round Robin |    |    |    |    |    |    |    |    |    |    |    |    |    |     |        |         |